# Piccole Dolomiti
Piccole Dolomiti este o arie protejată (arie de protecție specială avifaunistică — SPA) din Italia întinsă pe o suprafață de 1.229 ha, integral pe uscat.

## Localizare
Centrul sitului Piccole Dolomiti este situat la coordonatele 45°43′39″N 11°08′25″E / 45.727604°N 11.140288°E.

## Înființare
Situl Piccole Dolomiti a fost declarat arie de protecție specială avifaunistică în noiembrie 1998 pentru a proteja 1 specie de plante și 16 specii de animale.

## Biodiversitate
Situată în ecoregiunea alpină, aria protejată conține 14 habitate naturale: Păduri pe pante, grohotișuri și ravene de Tilio-Acerion, Păduri ilirice de Fagus sylvatica (Aremonio-Fagion), Pante stâncoase calcaroase cu vegetație casmofită, Grohotișuri termofile și vest-mediteraneene, Pajiști alpine și boreale, Păduri de fag Asperulo-Fagetum, Mlaștini alcaline, Păduri de fag subalpine medio-europene cu Acer și Rumex arifolius, Formațiuni ierboase bogate în specii de Nardus, dezvoltate pe substraturi silicioase în zone montane (și în zone submontane, în Europa continentală), Pajiști uscate seminaturale și facies de acoperire cu tufișuri pe substraturi calcaroase (Festuco-Brometalia) (* situri importante pentru orhidee), Liziere de ierburi înalte hidrofile de câmpie și de nivel montan până la alpin, Tufărișuri cu Pinus mugo și Rhododendron hirsutum (Mugo-Rhododendretum hirsuti), Grohotișuri calcaroase și de șisturi calcaroase de la nivelul montan până la nivelul alpin (Thlaspietea rotundifolii), Pajiști alpine și subalpine calcaroase.
La baza desemnării sitului se află mai multe specii protejate:
- plante (1): papucul doamnei (Cypripedium calceolus)
- păsări (16): uliu porumbar (Accipiter gentilis), uliu păsărar (Accipiter nisus), acvilă de munte (Aquila chrysaetos), șerpar (Circaetus gallicus), ciocănitoare neagră (Dryocopus martius), șoim călător (Falco peregrinus), vânturel roșu (Falco tinnunculus), ciuvică (Glaucidium passerinum), Lyrurus tetrix tetrix, gaia neagră (Milvus migrans), cinghiță alpină (Montifringilla nivalis), pietrar sur (Oenanthe oenanthe), viespar (Pernis apivorus), mărăcinar (Saxicola rubetra), silvie-mică (Sylvia curruca),  cocoș de munte (Tetrao urogallus)

Pe lângă speciile protejate, pe teritoriul sitului au mai fost identificate 45 de specii de plante, 3 specii de amfibieni, 15 specii de mamifere, 2 specii de nevertebrate, 1 specie de reptile.